# Caroline Kava
Caroline Kava (Chicago, 25 september 1949) is een Amerikaanse televisie/theateractrice, filmregisseuse, filmproducente, scenarioschrijfster en filmeditor.

## Biografie
Kava heeft een Bachelor of Arts in schrijven en uitvoering van haar studie op de Empire State College in New York.
Kava begon in 1973 met acteren in het theater met het toneelstuk The Merchant of Venice. Hierna heeft zij nog meerdere rollen gespeeld in het theater. Zij heeft ook twee toneelstukken geregisseerd, in 1994 het toneelstuk A Body of Water en in 2004 het toneelstuk As It Is in Heaven.
Kava begon in 1976 met acteren voor televisie in de televisieserie Ivan the Terrible. Hierna heeft zij nog meerdere rollen gespeeld in televisieseries en films zoals Year of the Dragon (1985), Body of Evidence (1988), Born on the Fourth of July (1989) en The Practice (2000).

## Filmografie[3]

### Films
Uitgezonderd korte films.
- 2004 Strip Search – als Alvira Sykes
- 2001 Final – als moeder van Bill
- 2001 Amy & Isabelle – als ??
- 1999 Snow Falling on Cedars – als Helen Chambers
- 1997 O Que É Isso, Companheiro? – als Elvira Elbrick
- 1996 Shattered Mind – als Martha Tremayne
- 1992 Jumpin' Joe – als Irene Dugan
- 1991 In a Child's Mame – als Janice Miller
- 1991 Guilty Until Proven Innocent – als Mary Hohne
- 1990 Murder Times Seven – als Jean Harp
- 1990 Murder in Black and White – als Jean
- 1989 Born on the Fourth of July – als mrs. Kovic
- 1989 Cross of Fire – als ??
- 1988 Internal Affairs – als Jean Harp
- 1988 Little Nikita – als Elizabeth Grant
- 1988 Body of Evidence – als Jean
- 1986 Act of Vengeance – als Charlotte Yablonski
- 1986 Nobody's Child – als dr. Blackwell
- 1985 Year of the Dragon – als Connie White
- 1980 Heaven's Gate – als Stefka

### Televisieseries
Uitgezonderd eenmalige gastrollen.
- 2000 The Practice – als Mary Donovan – 3 afl.
- 1998 Dawson's Creek – als mrs. McPhee – 2 afl.
- 1986 – 1989 The Equalizer – Polinski – 2 afl.
- 1979 The Scarlett Letter – als jonge vrouw – miniserie
- 1976 Ivan the Terrible – als Sonia Petrovsky - ? afl

### Filmregisseuse
- 2010 Jesus, Maria – korte film
- 1998 Number One – korte film
- 1995 Polio Water – korte film

### Scenarioschrijfster
- 2010 Jesus, Maria – korte film
- 1998 Number One – korte film
- 1995 Polio Water – korte film

### Filmproducente
- 1998 Number One – korte film
- 1995 Polio Water – korte film

### Filmeditor
- 1995 Polio Water – korte film

## Theaterwerk

### Broadway
- 1978 Stages - als Jill Kahn / Linda
- 1976 - 1977 Threepenny Opera - als Polly Peachum
- 1973 The Merchant of Venice - als Salaria
- 1973 The Plough and the Stars - als Nora Clitheroe / Mollser (understudy)

### off-Broadway
- 1985 The Playboy of the Western World – als weduwe Quin
- 1983 Domestic Issues – als Ellen Porter
- 1983 Little Victories – als ??
- 1981 Constance and the Musician – als ??
- 1981 Cloud 9 – als Maud en Lin
- 1976 – 1977 The Threepenny Opera – als Polly Peachum en Glenn Kezer Smith
- 1975 Gorky – als Becky

- Library of Congress Control Number: no2002112576
- Nationale Bibliotheek van Israël: 987007421990405171
- Virtual International Authority File: 301101145

1. ↑  (en) Bron 1 biografie. Gearchiveerd op 25 oktober 2021.
2. ↑  (en) Bron 2 biografie
3. ↑  (en) Filmografie op IMDb